# Krybdyrhjerne
Krybdyrhjerne (også kaldet reptilhjernen) er et populært udtryk for de dele af hjernen, som udviklede sig tidligt i den biologiske evolution, og derfor ligner hinanden hos mennesker og krybdyrene, og som styrer mere grundlæggende funktioner i mennesket end f.eks. den senere tilkomne hjernebark (cortex).
Det er dog en misforståelse, at de to hjernestrukturer er identiske hos mennesker og krybdyr. Hjernestrukturerne har efterfølgende været genstand for evolution i hver sin retning hos både mennesket (højerestående dyrearter) og krybdyr.